# Jan Jakob Kamieński
Jan Jakob Kamieński (* 9. Mai 1923 in Poznan; † 26. März 2010 in Winnipeg) war ein polnischer Angehöriger der antifaschistischen polnischen Untergrundbewegung Armija Krajowa und späterer kanadischer Karikaturist, Maler, Grafiker und Autor. 

## Leben und Werk
Kamieński war das einzige Kind des polnischen Komponisten und Musikwissenschaftlers Łucjan Kamieński und der Sopranistin Linda Kamieński, geb. Harder. 
Er schloss sich als Sechzehnjähriger 1939 der antifaschistischen militärischen Widerstandsorganisation Armija Krajowa an, wurde militärisch ausgebildet und 1941 mit falschen Papieren als Untergrundagent nach Dresden geschickt. Dort arbeitete er zunächst in einem Rüstungsbetrieb und dann in der Firma für Dokumentar- und Werbefilme Boeher-Film. Seine Wohnung hatte er in Hellerau. Neben seiner Arbeit nahm er an der Staatlichen Akademie der bildenden Künste Dresden Zeichenunterricht.
Bei seiner illegalen Arbeit fungierte er u. a. als Quartiergeber für alliierte Kuriere und verfasste Informationstexte für Polen in NS-Zwangsarbeitslagern. Kurz vor Ende des Zweiten Weltkriegs wurde er für Zwangsarbeiten nach Schlesien verbracht, von wo er aber nach Dresden zurück fliehen konnte. Zu seinen schrecklichsten Erlebnissen gehörten die verheerenden Luftangriffe auf Dresden im Februar 1945.
Nach dem Ende des NS-Staates blieb Kamieński in Dresden. Nach der Wiederöffnung der Akademie der bildenden Künste wurde er dort 1946 einer der ersten Schüler von Wilhelm Rudolph. Seinen Lebensunterhalt sicherte er als Dolmetscher für die Rote Armee, speziell die Trophäenkommission, und mit Porträts für sowjetische Offiziere und Gemälden mit Kriegsszenen für Objekte der Roten Armee. 1948 nahm er in Dresden an der Ausstellung „Die Jungen. Malerei, Grafik, Plastik“ im Haus des Kulturbunds teil.
1949 ging Kamieński über die Britische Besatzungszone nach Kanada, wo er sich in Winnipeg niederließ. Er arbeitete als Gebrauchsgrafiker und von 1958 bis zu deren Einstellung 1980 als Karikaturist, Kolumnist, Kunstkritiker und gelegentlicher Restaurantkritiker der Winnipeg Tribune, Kanadas ältester Zeitschrift. Danach war er bis zu seiner Pensionierung 1988 Karikaturist für den Winnipeg Sun. Er war Mitglied des Winnipeg Press Club. Für dessen berühmte jährliche Satireshow „Beer and Skits“ entwarf er die Bühnenkulissen.
Zudem betätigte Kamieński sich als freier Maler, insbesondere seit seiner Pensionierung, wobei er mit Vorliebe Landschaften des kanadischen Westens darstellte. Er hatte Ausstellungen und ist in Sammlungen in Kanada, den USA und Europa vertreten, u. a. in der Winnipeg Art Gallery. Nachdem seine Sehkraft nachließ und ihm das Malen schwer wurde, konzentrierte er sich auf das Schreiben seiner Memoiren. Diese wurden 2008 von Dundurn Press unter dem Titel „Hidden in the Enemy's Sight. Resisting the Third Reich from Within“ veröffentlicht. Das Buch erschien 2023 als „Verborgen vor den Augen des Feindes. Widerstand aus dem Inneren des Dritten Reichs“ im Sandstein Verlag, Dresden.
Kamieński besaß eine umfangreiche Bibliothek mit Büchern in polnischer, deutscher, englischer und russischer Sprache und eine Sammlung mit klassischer, Jazz- und Soulmusik.
Er war mit Nadya Kamieński verheiratet, mit der er zwei Töchter hatte. Er starb im Beisein seiner Frau im Maples Car Centre und wurde auf dem Brookside-Friedhof beigesetzt.